# Mamırlı
Mamırlı är en ort i Azerbajdzjan.   Den ligger i distriktet Tərtər Rayonu, i den centrala delen av landet, 240 km väster om huvudstaden Baku. Mamırlı ligger 107 meter över havet och antalet invånare är 1 547.
Terrängen runt Mamırlı är platt, och sluttar brant österut. Runt Mamırlı är det ganska tätbefolkat, med 129 invånare per kvadratkilometer.. Närmaste större samhälle är Barda, 7,5 km nordost om Mamırlı.
Trakten runt Mamırlı består till största delen av jordbruksmark.